# Simiane-la-Rotonde
 Simiane-la-Rotonde  (en occitano Simiana la Rotonda) es una población y comuna francesa, situada en la región de Provenza-Alpes-Costa Azul, departamento de Alpes de Alta Provenza, en el distrito de Forcalquier y cantón de Banon.

## Demografía
| 368 | 361 | 369 | 434 | 433 | 532 |
| Para los censos de 1962 a 1999 la población legal corresponde a la población sin duplicidades (Fuente: INSEE [Consultar]) |     |     |     |     |     |